# Chemogenomics

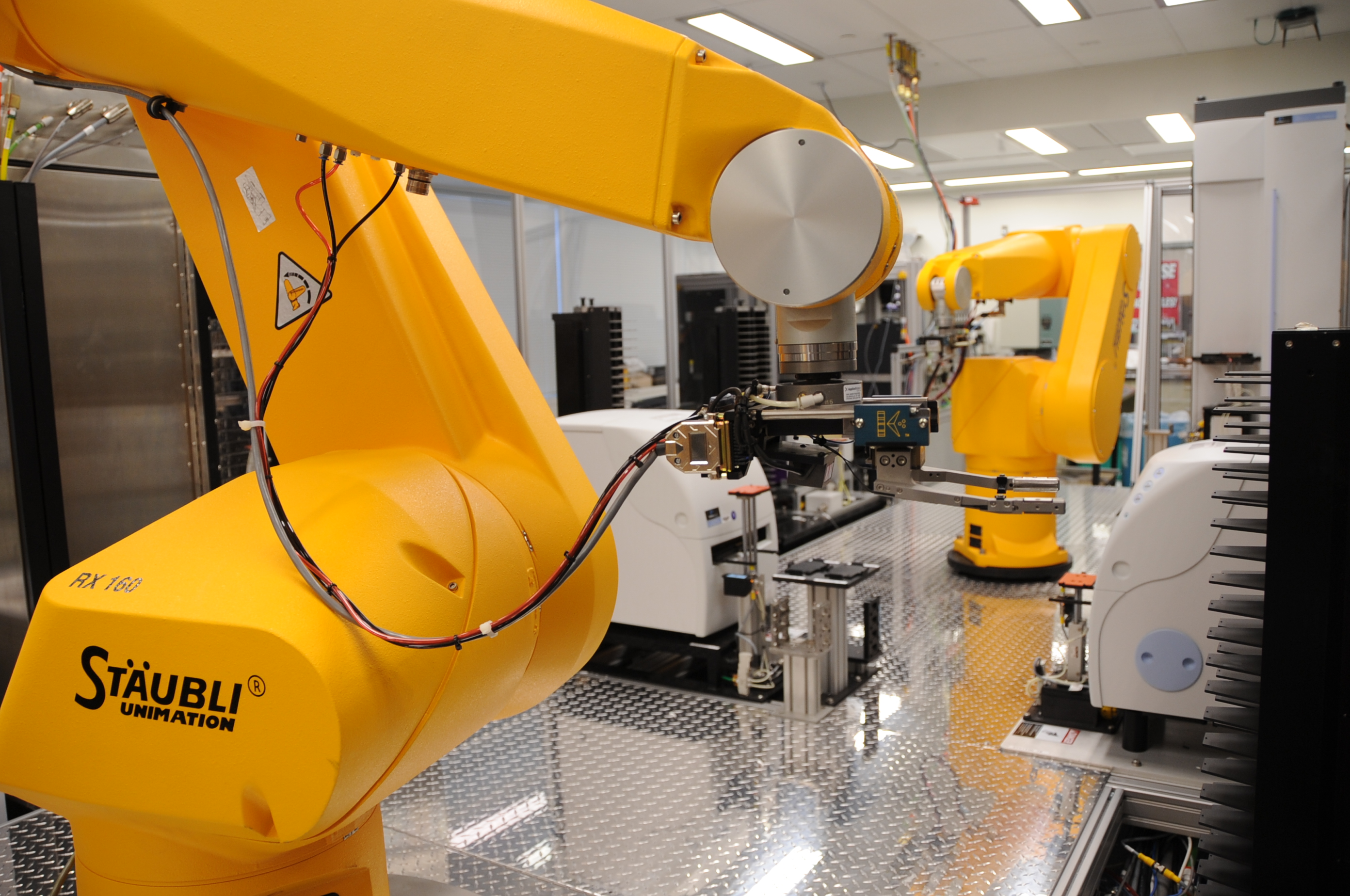
Robot chemogenomics lấy các tấm xét nghiệm từ các lò ấp

Chemogenomics, hay sàng lọc thư viện hóa học, là việc sàng lọc có hệ thống các thư viện hóa học mục tiêu của các phân tử nhỏ chống lại các họ mục tiêu thuốc riêng lẻ (ví dụ: GPCR, thụ thể hạt nhân, kinase, protease, v.v.) với mục tiêu cuối cùng là xác định các loại thuốc mới và các mục tiêu thuốc. Thông thường, một số thành viên của thư viện đích đã được đặc trưng rõ ràng trong đó cả hai chức năng đã được xác định và các hợp chất điều chỉnh chức năng của các mục tiêu đó (phối tử trong trường hợp thụ thể, ức chế enzyme hoặc chặn kênh ion) được xác định. Các thành viên khác của gia đình đích có thể có chức năng chưa biết mà không có phối tử đã biết và do đó được phân loại là thụ thể mồ côi. Bằng cách xác định các lần truy cập sàng lọc điều chỉnh hoạt động của các thành viên ít đặc trưng của họ mục tiêu, chức năng của các mục tiêu mới này có thể được làm sáng tỏ. Hơn nữa, các lượt truy cập cho các mục tiêu này có thể được sử dụng làm điểm khởi đầu cho việc khám phá ra một loại thuốc mới. Việc hoàn thành dự án bộ gen người đã cung cấp rất nhiều mục tiêu tiềm năng để can thiệp mang tính trị liệu. Chemogenomics cố gắng nghiên cứu sự giao thoa của tất cả các loại thuốc có thể trên tất cả các mục tiêu tiềm năng này.
Một phương pháp phổ biến để xây dựng một thư viện hóa học được nhắm mục tiêu là bao gồm các phối tử đã biết của ít nhất một và tốt nhất là một số thành viên của họ các mục tiêu. Do một phần phối tử được thiết kế và tổng hợp để liên kết với một thành viên trong gia đình cũng sẽ liên kết với các thành viên khác trong gia đình, các hợp chất có trong thư viện hóa học được nhắm mục tiêu sẽ liên kết với tỷ lệ cao của họ các mục tiêu.

## Chiến lược
Chemogenomics phát hiện mục tiêu và thuốc bằng cách sử dụng các hợp chất hoạt động, có chức năng như phối tử, làm đầu dò để mô tả các chức năng của proteome. Sự tương tác giữa một hợp chất nhỏ và protein tạo ra một kiểu hình. Một khi kiểu hình được đặc trưng, chúng ta có thể liên kết một protein với một sự kiện phân tử. So với di truyền, kỹ thuật chemogenomics có thể thay đổi chức năng của protein chứ không phải gen. Ngoài ra, chemogenomics có thể quan sát sự tương tác cũng như khả năng đảo ngược trong thời gian thực. Ví dụ, việc sửa đổi kiểu hình chỉ có thể được quan sát sau khi thêm một hợp chất cụ thể và có thể bị gián đoạn sau khi rút khỏi môi trường.